# 吉恩·戴克尔
尤金·戴克尔（英語：Eugene Dyker，1930年2月17日—1966年1月），美国NBA联盟前职业篮球运动员。